# Чемпионат мира по современному пятиборью среди юниоров 1989
XXIV Чемпионат мира по современному пятиборью среди юниоров (мужчины) проводился в октябре 1989 году в городе Торреш Ведраш  Португалия. В чемпионате принимали участие 60 пятиборцев из 23 стран. Награды разыгрывались в личном и командном первенстве.
Чемпионом мира стал 20-летний динамовец из Подмосковья Зеновка Эдуард. В командном первенстве первое место уверенно с большим отрывом завоевала сборная команда Советского Союза: Зеновка Эдуард, Сергеев Юрий и Григорий Бремель.
Всего советские пятиборцы 3 медали: 2 золота и 1 серебро.

## Распределение наград
| Место  | Страна  | Золото | Серебро | Бронза | Всего |
| ------ | ------- | ------ | ------- | ------ | ----- |
| 1      | СССР    | 2      | 1       | 0      | 3     |
| 2      | СССР    | 0      | 2       | 0      | 2     |
| 3      | Венгрия | 0      | 0       | 1      | 1     |
| Totale | Totale  | 2      | 2       | 2      | 6     |

## Победитель и призёры. Мужчины
| Дисциплина        | Золото                | Серебро             | Бронза |
| Личное первенство | Зеновка Эдуард · СССР | Сергеев Юрий · СССР |        |

- Личное первенство. Итоговая таблица.

| Место | Спортсмен        | Страна | Сумма |
| ----- | ---------------- | ------ | ----- |
| 1.    | Зеновка Эдуард   | СССР   | 5607  |
| 2.    | Сергеев Юрий     | СССР   | 5493  |
| 3.    |                  |        | 5415  |
| 4.    | Бремель Григорий | СССР   | 5373  |

- Командное первенство. Итоговая таблица.

В командном первенстве приняли участие команды 20 стран.
| Дисциплина        | Золото                                                           | Серебро          | Бронза           |
| Личное первенство | СССР · Зеновка Эдуард · Сергеев Юрий · Бремель Григорий · 16 473 | Франция · 15 824 | Венгрия · 15 799 |